# 70 Девы
70 Де́вы (лат. 70 Virginis) — кратная звезда в созвездии Девы на расстоянии приблизительно 59 световых лет (около 18,1 парсек) от Солнца. Возраст звезды определён как около 8,1 млрд лет.
Вокруг звезды обращается, как минимум, одна планета.

## Характеристики
Первый компонент (HD 117176) — жёлтая звезда спектрального класса G0, или G4IV-V, или G4Va, или G4V, или G5V. Визуальная звёздная величина звезды — +4,97m. Масса — около 1,14 солнечной, радиус — около 1,942 солнечного, светимость — около 3,047 солнечной. Эффективная температура — около 5473 K.
Второй компонент (BD+14 2622) — оранжевый гигант спектрального класса K0II, или K0. Визуальная звёздная величина звезды — +8,577m. Масса — около 2,789 солнечной, радиус — около 11,497 солнечного, светимость — около 59,026 солнечной. Эффективная температура — около 4844 K. Удалён на 268,6 угловой секунды.
Третий компонент (WDS J13284+1347C). Визуальная звёздная величина звезды — +11,66m. Удалён на 310,8 угловой секунды.
Четвёртый компонент (WDS J13284+1347D). Визуальная звёздная величина звезды — +16,4m. Удалён на 2,9 угловой секунды.
Пятый компонент (WDS J13284+1347E). Визуальная звёздная величина звезды — +14,36m. Удалён на 42,8 угловой секунды.

## Планетная система
В 1996 году у звезды была обнаружена планета 70 Vir b. Также был обнаружен пылевой диск, нагретый до температуры 156 К и расположенный на расстоянии примерно 3,4 а.е. от звезды.
В 2019 году учёными, анализирующими данные проектов Hipparcos и Gaia, у звезды обнаружена планета HIP 65721 b.
В 2019 году учёными, анализирующими данные проектов Hipparcos и Gaia, у второго компонента обнаружена планета HIP 65749 b.